# بورصة إسطنبول
بورصة إسطنبول هي كيان البورصة الوحيد لتركيا الذي يجمع بورصة إسطنبول السابقة (ISE)، وبورصة إسطنبول للذهب وتبادل المشتقات في تركيا تحت مظلة واحدة. تأسست كشركة مساهمة برأس مال مؤسس بلغ حوالي 240 مليون دولار أمريكي في 3 أبريل 2013، وبدأ العمل في 5 أبريل 2013. شعارها هو العلامة العثمانية التقليدية لإسطنبول.
المساهمون فيها هم: 49٪ حكومة تركيا، 41٪ أي أم كيه بي 5٪ في أو بي، وأعضاء أخرون. ومن المخطط أن يتم عرض جميع الأسهم المملوكة للحكومة للبيع.

## عضوية بورصة إسطنبول
- الاتحاد العالمي للتبادلات (WFE).
- اتحاد البورصات الأوروبية الآسيوية (FEAS).
- الرابطة الدولية لخدمات الأوراق المالية (ISSA).
- الرابطة الدولية لسوق المال (ICMA).
- معهد أسواق رأس المال الأوروبية (ECMI).
- المنتدى الاقتصادي العالمي (WEF).
- اتحاد البورصات الأوروبية (FESE).
- تبادل الأوراق المالية المستدامة (SSE).
- المنظمة الدولية لهيئات الأوراق المالية (IOSCO).

## روابط خارجية
- الموقع الرسمي